# 埃尔维利亚尔德亚尔内多
埃尔维利亚尔德亚尔内多，是西班牙拉里奥哈自治区的一个市镇。总面积18平方公里，总人口705人（2001年），人口密度39人/平方公里。